# 旦增尼玛
旦增尼玛（藏語：བསྟན་འཛིན་ཉི་མ་，威利转写：bstan 'dzin nyi ma，1992年2月13日—），中国大陆藏族男歌手，畢業於青海民族大學。2018年參加浙江卫视《2018中国好声音》，盲選時憑着一首《隱形紀念》獲得周杰倫、庾澄慶和李健三位導師的轉身，并最終成爲了李健戰隊冠軍學員及全國總決賽冠軍。